# Atratomorpha
Atratomorpha is een geslacht van Phasmatodea uit de familie Pseudophasmatidae. De wetenschappelijke naam van dit geslacht is voor het eerst geldig gepubliceerd in 2002 door Conle & Hennemann.

## Soorten
Het geslacht Atratomorpha omvat de volgende soorten:
- Atratomorpha atrata (Hebard, 1919)
- Atratomorpha bispinosa Conle, Hennemann & Gutiérrez, 2011
- Atratomorpha colombiana Conle, Hennemann & Gutiérrez, 2011
- Atratomorpha coriacea (Redtenbacher, 1906)
- Atratomorpha descampsi Conle, Hennemann & Gutiérrez, 2011
- Atratomorpha exigua Conle, Hennemann & Gutiérrez, 2011
- Atratomorpha fusca Conle, Hennemann & Gutiérrez, 2011
- Atratomorpha huilaense Conle, Hennemann & Gutiérrez, 2011
- Atratomorpha longipes Conle, Hennemann & Gutiérrez, 2011
- Atratomorpha rufolineata Conle, Hennemann & Gutiérrez, 2011